# Plectiscidea humeralis
Plectiscidea humeralis là một loài tò vò trong họ Ichneumonidae.